# イゼール県
イゼール県（イゼールけん、フランス語: Isère フランス語発音: [izɛʁ]; アルピタン語: Isera; オック語: Isèra オック語発音: [iˈsɛɾa]）は、フランスのオーヴェルニュ＝ローヌ＝アルプ地域圏の県である。名称は、ローヌ川左岸に合流する支流、イゼール川に由来する。

## 由来
イゼールという名詞の起源は、異なる起源を持つ可能性があるため、明確に識別されていない。
- ケルト語のIsarは鉄を意味する。先史時代にイゼール川の土手沿いでおそらく豊富であった鉄鉱石を指す。
- ガリア語のIsaraは、衝動的、迅速であることを意味する。合流するまでは、アルプス山脈から流れ出る河川の流量が多く速いことを物語る。シュヴリル・ダムは1953年から稼動している。

この川の名前はヨーロッパ各地で見つけられる。バイエルンのIsar、フランドルのYser、そしてオワーズ川（カエサル時代にIsaraと呼ばれた）である。
名称がケルト語起源であることは証明されていない。なぜならば、ケルト文化の影響を受けていない地域でもこの川の名称を見つけることができるからである。
イゼール県は地域圏内で最大の面積を持つ県であり、人口では第2位である。

## 歴史
フランス革命中の1790年3月4日に、かつてのドーフィネ州の一部から新設された県である。
ローヌ県との境界は繰り返し変更されてきた。1852年、リヨン郊外の都市圏の外観を構成するイゼール県のブロン、ヴォー＝アン＝ヴラン、ヴェニシュー、ヴィルールバンヌがローヌ県に併合された。これより以前に既にリヨンは境界をイゼール県と接していた。当時の自治体間連合は県境を越えない構造であったため、リヨン都市共同体が発足すると、イゼール県の23のコミューンとアン県のコミューン6つはローヌ県に併合された。1971年、コロンビエ・ソーニューがイゼール県に再併合された。

## 地理
県は、ローヌ県、メトロポール・ド・リヨン、アン県、サヴォワ県、オート＝アルプ県、ドローム県、アルデシュ県、ロワール県と接する。
県はいくつかの地方が混ざり合う。
- テール・フロワド - 北部。ジュラ山脈のふもと、ローヌ川沿いのクレミューの石灰岩質の台地。
- ローヌ川谷 - 西部。中央高地のふもと
- ビエーヴル平野、シャンバラン、ペイ・ド・ヴァロワール、ペイ・ヴァロワネ - グルノーブルとリヨンの中間
- シャルトルーズ山地 - 中東部
- グレシヴォーダン谷 - 中央部。南北の軸となっている。グルノーブルからシャンベリーにつながるアルプスの回廊
- イゼール左岸

イゼール県は南部の県と同様に、大陸性気候、高山気候、地中海性気候、西岸海洋性気候の各気候の影響を受けており、標高や露出によって多様な気候となっている。

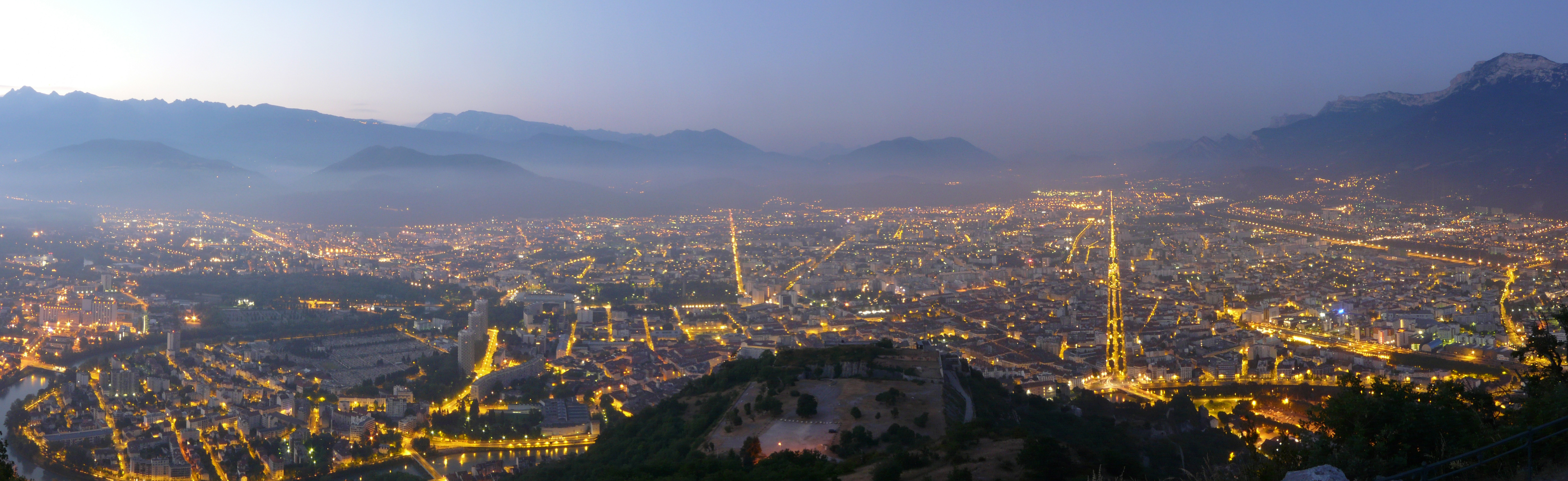
グルノーブル
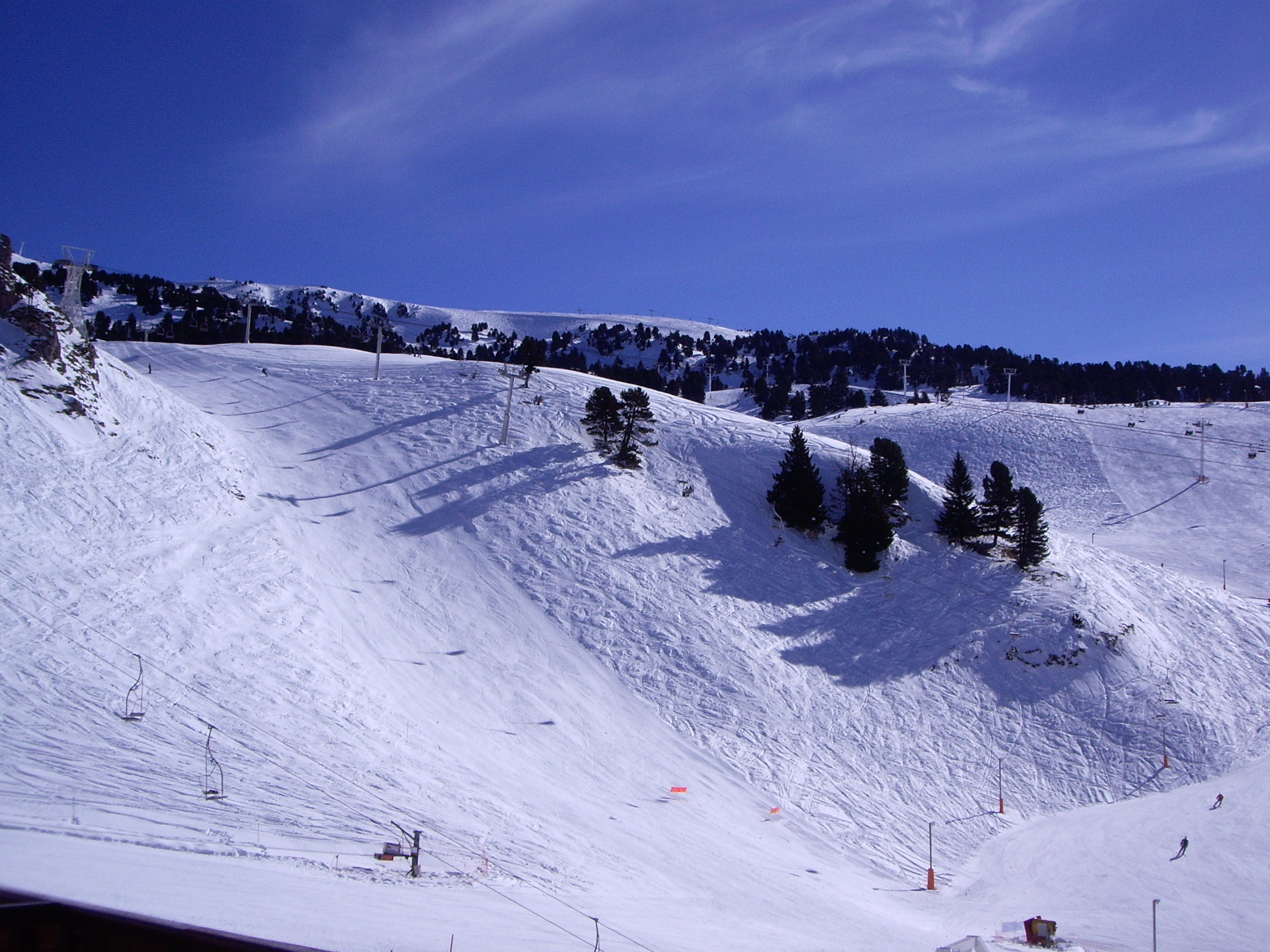
シャムルースのスキー場
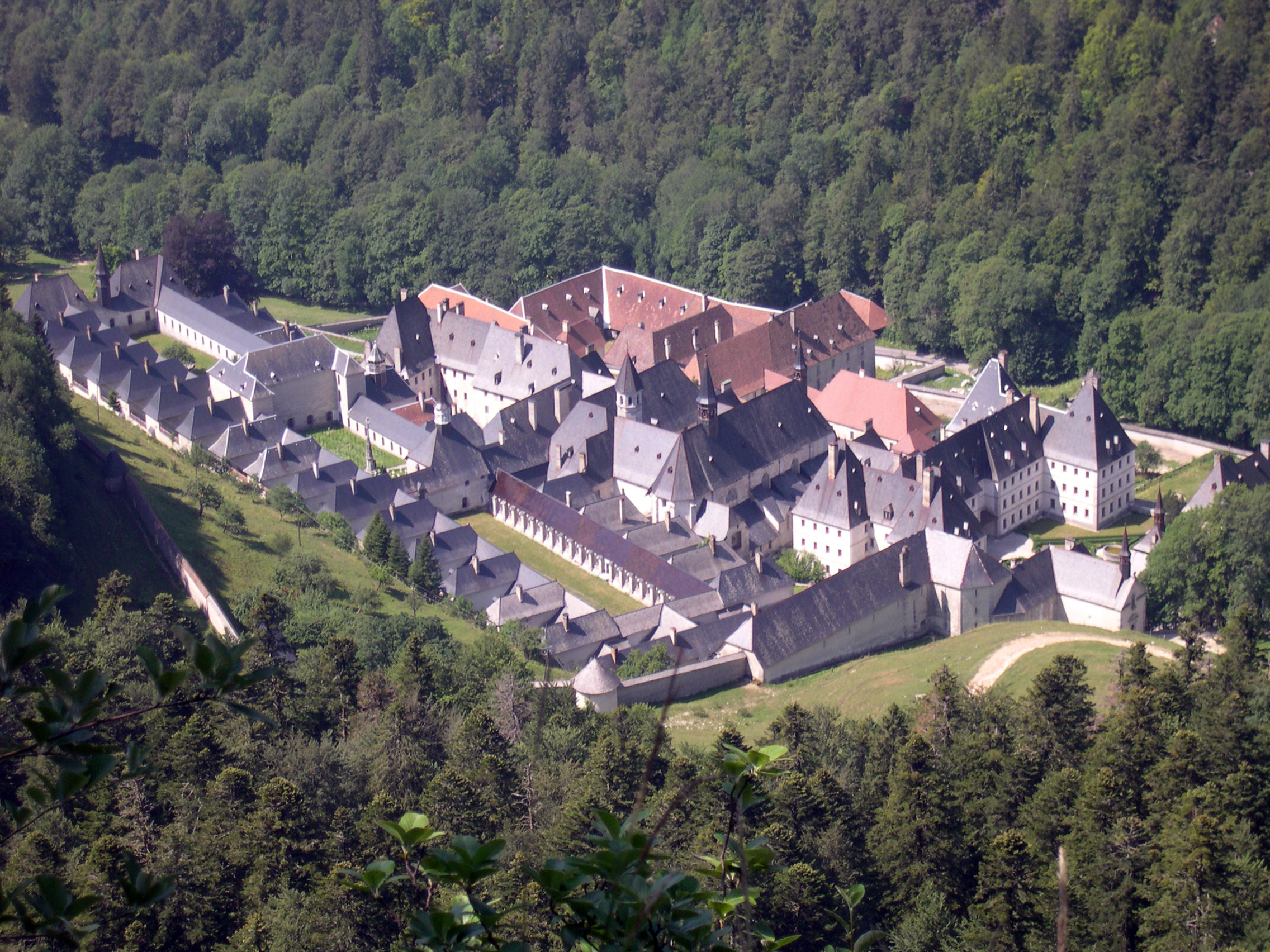
グランド・シャルトルーズ
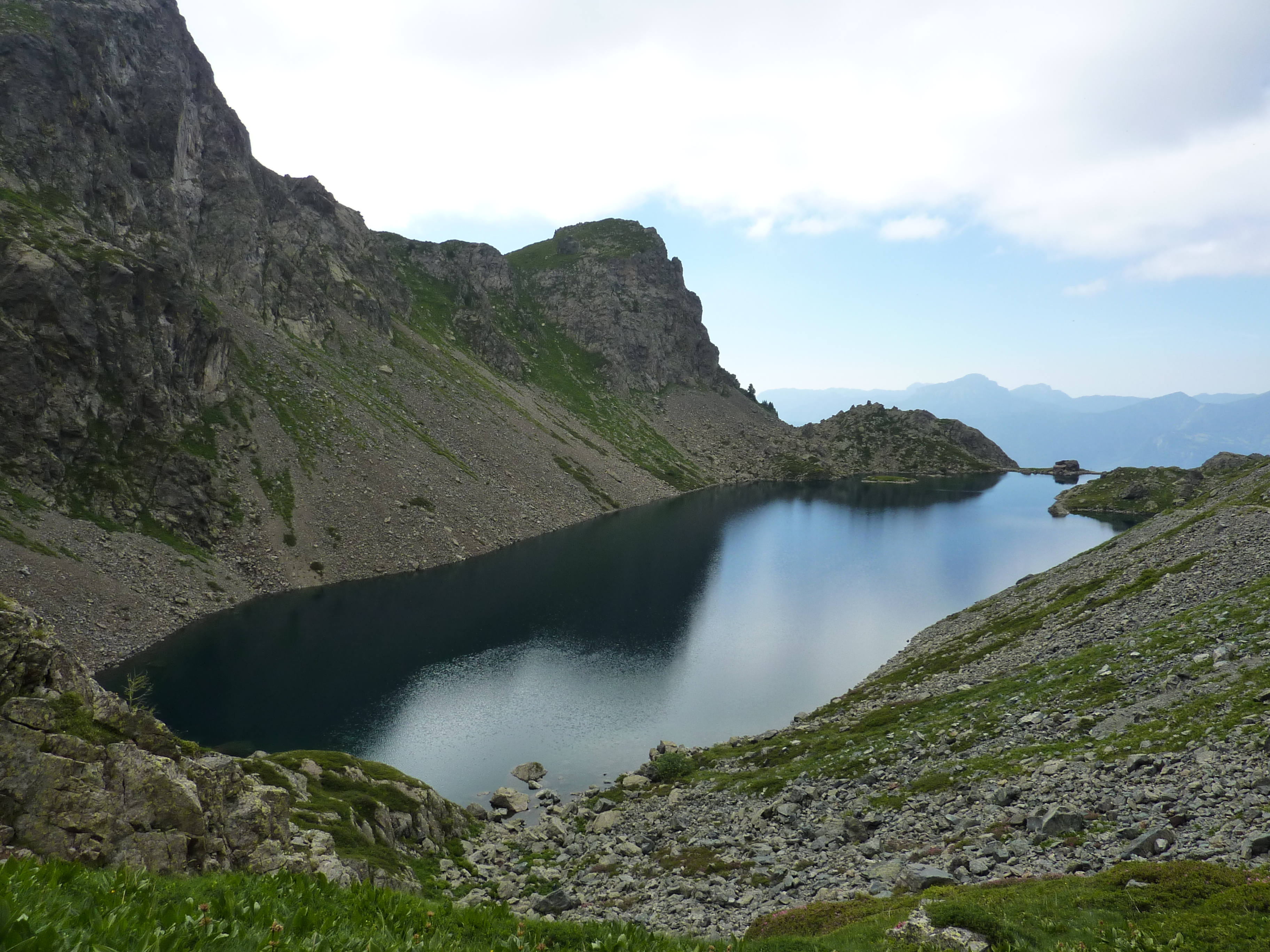
クローゼ湖
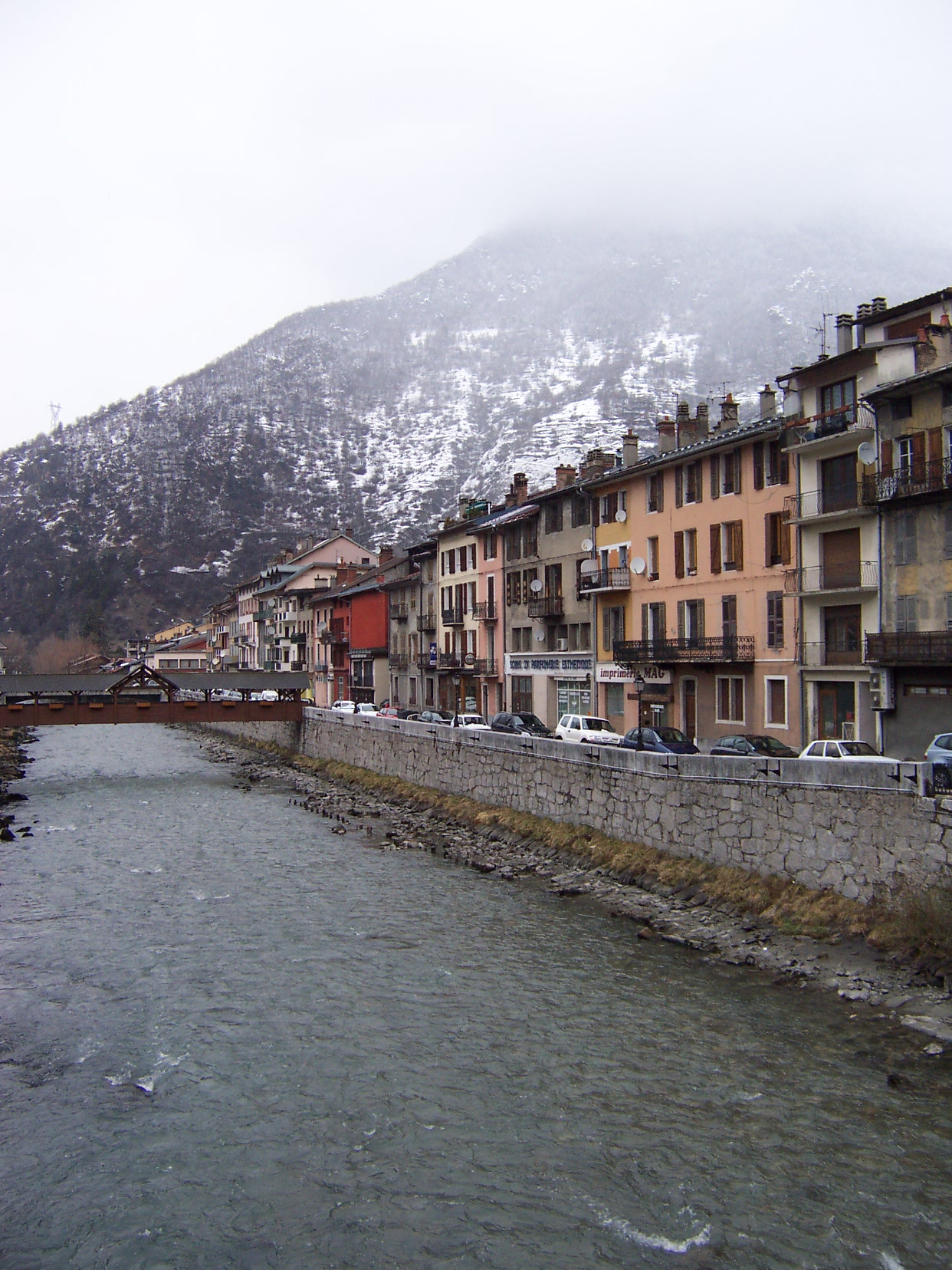
ムーティエを流れるイゼール川

## 人口統計
| 1801年  | 1831年  | 1841年  | 1851年  | 1856年  | 1861年    | 1866年    |
| ------- | ------- | ------- | ------- | ------- | --------- | --------- |
| 435.888 | 550.258 | 588.660 | 603.497 | 576.637 | 577.748   | 581.386   |
| 1872年  | 1876年  | 1881年  | 1886年  | 1891年  | 1896年    | 1901年    |
| 575.784 | 581.099 | 580.271 | 581.680 | 572.145 | 568.933   | 568.693   |
| 1906年  | 1911年  | 1921年  | 1926年  | 1931年  | 1936年    | 1946年    |
| 562.315 | 555.911 | 525.522 | 558.079 | 584.017 | 572.742   | 574.019   |
| 1954年  | 1962年  | 1968年  | 1975年  | 1982年  | 1990年    | 1999年    |
| 626.116 | 729.789 | 768.490 | 860.339 | 936.771 | 1.016.228 | 1.094.006 |

### イギリス人コミュニティー
イゼールには大きなイギリス人コミュニティーがある。主としてグレシヴォーダン谷に移転してきた国際企業ヒューレット・パッカード、キャタピラー、STマイクロエレクトロニクスで働く幹部たちが属する。

### イタリア人コミュニティー
第二次世界大戦後、職を探しに来たイタリア人たちが大勢イゼール県に定住した。サン・ローラン地区、グルノーブルのイゼール河岸に並ぶピザ屋の文字列がその証明である。当時、彼らに委託された土地はシャルトルーズ山地の不毛な斜面だった。現在のイゼール県民の多くはイタリア語の響き、時にはイタリア国内のフランス語圏であるヴァッレ・ダオスタ（住民たちはフランス語の響きのある名を名乗るがイタリア市民である）の響きのある名を名乗っている。新移住者の流れは現在ほとんどない。

## 経済
都市化の進んだイゼール県の経済活動は多様である。こうした経済活動は、かつて再生可能エネルギー資源を利用できた恩恵が含まれる。
経済活動は森林資源の伐採利用から発展し、妨げられなかった。フランス第一帝政時代から19世紀の終わりまでル・ミュールで石炭が掘られた。しかし、通信網の高品質、高い技術を持つ労働者たち、特にイタリアからの労働移民の現実は、事業の発展と最近の変異につながった。実際、イゼール県の大企業は多くの分野に存在している。製紙業、金属加工、エレクトロニクス、化学製品、食品加工などである。いくつかの産業が欠如している。イゼール県には、サン＝タルバン原子力発電所、クレイ＝マルヴィル原子力地区（現在廃止）、ヴレ・ヴォロワーズの旧燃料プラントなど核関連施設がある。
観光業は県経済に大きく貢献している。20箇所以上のアルペン・スキー場、数箇所のノルディック・スキー場がある。イゼール県のスキー場の売上高は、1.1億ユーロ、サヴォワ県、オート＝サヴォワ県に次いで国内第3位である。

## 関係者

### 居住その他ゆかりある人物
- バルバラ - 歌手。ナチス・ドイツによるフランス占領時代の若年期、イゼール県やピレネー地方等を転々とした。
- フランソワーズ・サガン - 小説家。若年期にパリの他、グルノーブルやイゼール県などドーフィネ地方等で転々と教育を受けた。
- ジョゼフ・フーリエ - 数学者。1802年から1815年までの間、県知事を務めた。